# Chrysonotomyia appannai
Chrysonotomyia appannai är en stekelart som först beskrevs av Chandy Kurian 1953.  Chrysonotomyia appannai ingår i släktet Chrysonotomyia och familjen finglanssteklar. Inga underarter finns listade i Catalogue of Life.